# Denis Medri
Denis Medri (Cesena, 11 aprile 1979) è un fumettista e illustratore italiano. Ha pubblicato in Francia con Les Humanoïdes Associés e negli Stati Uniti con Dark Horse Comics, Marvel Comics, DC Comics, IDW Publishing, Image Comics.

## Biografia

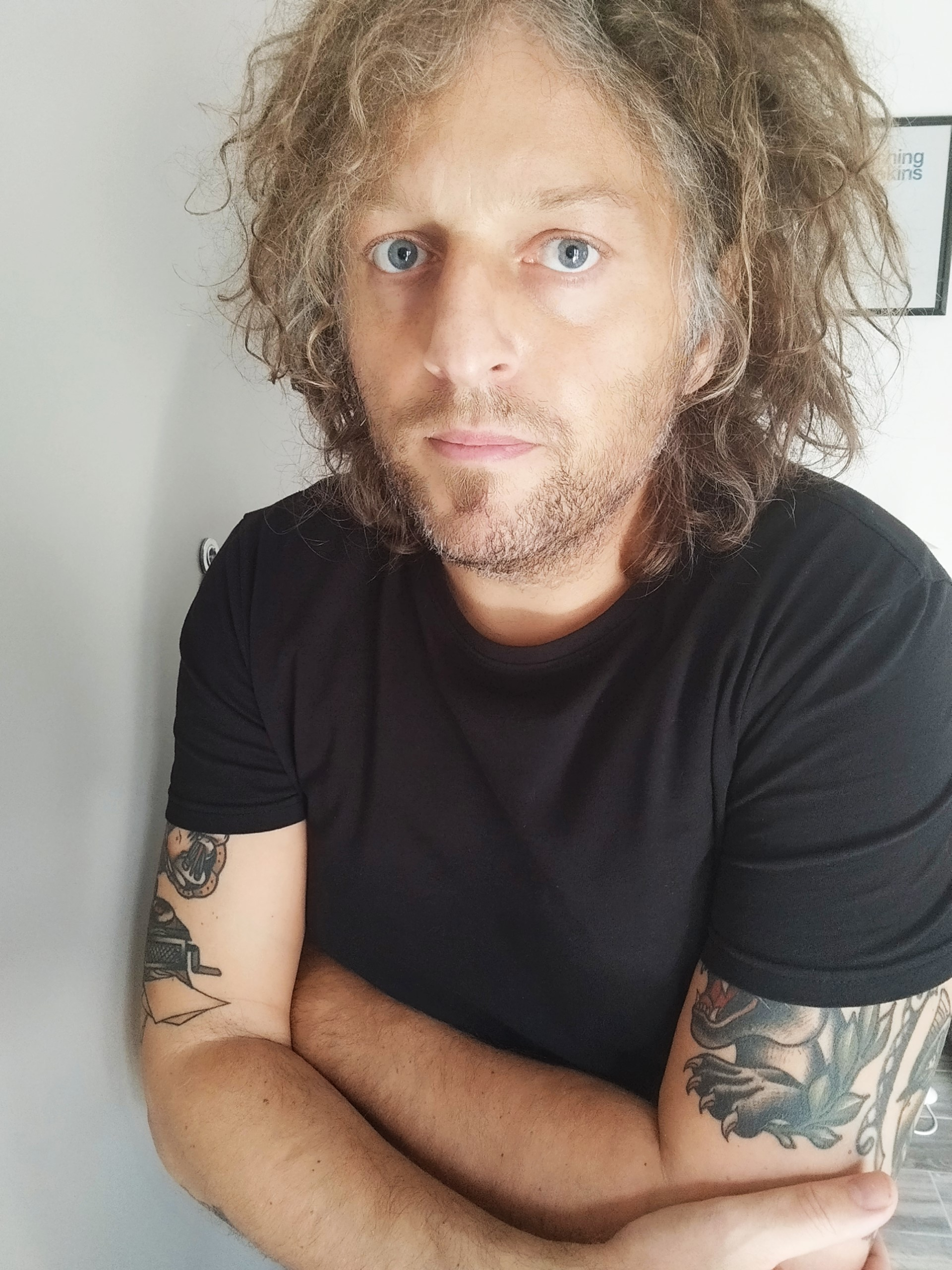

Dopo il diploma nel 1998 presso l'Istituto Statale d'Arte di Forlì, si trasferisce a Milano dove frequenta per due anni la Scuola del Fumetto fino al 2000 quando ritorna a Cesena per gli obblighi di leva. Esordisce nel 2004 con l'editore Les Humanoides Associès con il quale nel 2004 pubblica il primo volume della serie Sans Dieu. Nel 2007 inizia a collaborare con la Marvel Comics realizzando le serie Last of the Mohicans, The Avengers: Giant Size Special, Marvel Adventures: Super Heroes e X-Campus e poi anche con altri editori come Dark Horse Comics, DC Comics, IDW Publishing e Image Comics. Per la Marvel nel 2014 crea con Robbie Thompson il personaggio Lady Spider, esordito su Spider-Verse e apparso su diverse testate. La sua attività nel campo dell'illustrazione e del concept design per la realizzazione di libri, giochi di ruolo e board games lo porta a collaborare con diversi editori come Ravensburger e Wizards of the Coast oltre che per la RCS e per La Gazzetta dello Sport. Nel 2018 realizza i disegni della graphic novel Un'estate italiana, scritta da Enrico Brizzi ed edita dalla Panini Comics.

## Opere
- 2004 - Sans Dieu (volume 1) La prophétie de la phalange (Les Humanoïdes Associés)
- 2006 - Sans Dieu (volume 2) L'Antre de la conaissance (Les Humanoïdes Associés)
- 2006 - Sans Dieu (volume 3) Le Pic du vautour (Les Humanoïdes Associés)
- 2007 - The Deerslayer: A Tale of Hawkeye's Youth in Marvel Illustrated: Last of the Mohicans (Vol. 1) n° 1-6 (Marvel Comics)
- 2008 - Panegyrich in Giant Size Avengers (Vol. 2) n° 1 (Marvel Comics)
- 2009 - Giant-Girl, Spider-Woman and Beast: The Man from the Moon in Marvel Adventures: Super Heroes (Vol. 1) n° 16 (Marvel Comics)
- 2010 - X-Campus (Vol. 1) n° 1 (Marvel Comics)
- 2018 - Un'estate italiana (Panini Comics)